# Verbena (nome)
Verbena  è un nome proprio di persona italiano femminile.

## Varianti
- Femminili: Verbenia[2]
- Maschili: Verbeno[1]

## Origine e diffusione

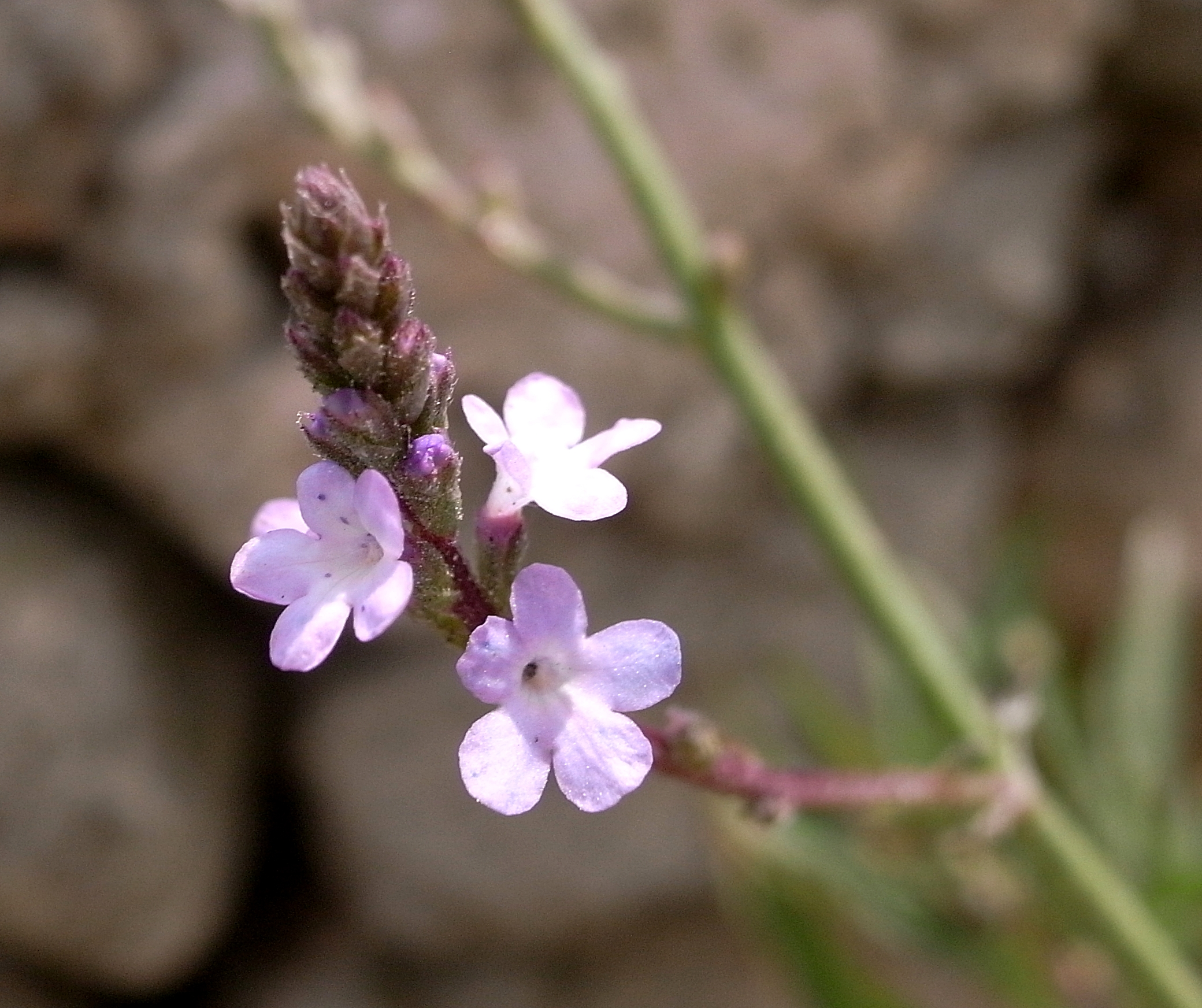
Fiori di verbena officinalis

Nome di scarsa diffusione che richiama il fiore della verbena, e fa quindi parte di quell'ampia schiera di nomi augurali tratti dal mondo floreale, come Iris, Laura, Rosa e via dicendo.
Il nome di questa pianta deriva dal latino verbena, che originariamente indicava foglie o rametti di varie piante (oltre alla verbena anche ulivo, alloro e mirto) che venivano utilizzati per cerimonie religiose dai Romani. L'etimologia è dibattuta: secondo alcune fonti va fatto risalire ai termini celtici fer ("scacciare") e faen ("piede"), per la sua proprietà di prevenire i calcoli renali, oppure al latino herba veneris, ossia "erba di Venere", per delle presunte proprietà afrodisiache; altre fonti ancora lo riconducono direttamente alla radice protoindoeuropea werb, "piegare".
È accentrato al centro e al nord d'Italia.

## Onomastico
Il nome è adespota, in quanto non è portato da alcuna santa. L'onomastico si può festeggiare ad Ognissanti, che ricorre il 1º novembre.

## Persone
- Maria Verbena Volpi, vero nome di Ben Pastor, scrittrice italiana naturalizzata statunitense

## Il nome nelle arti
- Verbena è un personaggio dei romanzi della serie L'eredità dei Gardella, scritta da Colleen Gleason.
- Verbena è un personaggio del film del 1955 La scarpetta di vetro, diretto da Charles Walters.
- Verbena è un personaggio del film del 1961 Il cowboy con il velo da sposa, diretto da David Swift.
- Verbena Singlefoot è un personaggio del film del 1925 Should Sailors Marry?, diretto da Jess Robbins e James Parrott.